# 月曜日が待ち遠しい!
『月曜日が待ち遠しい!』（げつようびがまちどおしい）は、1996年10月14日から1998年3月16日まで東海テレビで放送された情報バラエティ番組。通称「月待ち」。放送時間は毎週月曜 19:00 - 19:54 (JST) 。

## 概要
この番組は、特集コーナーと各種ミニコーナーによって構成されていた。
メインである特集コーナーでは、東海地方のグルメ情報・ブライダル情報・ダイエット情報といった女性向けの特集、ナゴヤドームや東山動植物園などの地元スポットの特集、睡眠・血液型・カテキンといった『発掘!あるある大事典』とも共通する主旨の特集などを組んでいた。対してミニコーナーには、子供がリポーターを務める「かいけつ!お子様調査隊」や、芸能人が思い出のグルメを紹介する「もう一度食べたい!」、「月待ちグルメダービー」、「なんでも東名阪比較」などがあった。

## 出演者
- 大塚範一（フリーアナウンサー）
- 清水ミチコ
- 上田晋也（海砂利水魚）
- 有田哲平（海砂利水魚）
- 宮本忠博 - 「かいけつ!お子様調査隊」のコーナーを担当。
- 中村昌秀（当時東海テレビアナウンサー）
- 庄野俊哉（東海テレビアナウンサー） - リポーターを担当。

| 東海テレビ 月曜19:00枠               | 東海テレビ 月曜19:00枠                         | 東海テレビ 月曜19:00枠                           |
| 前番組                               | 番組名                                         | 次番組                                           |
| ------------------------------------ | ---------------------------------------------- | ------------------------------------------------ |
| 好きです♥ミミンバ! （19:00 - 19:54） | 月曜日が待ち遠しい! （1996年10月 - 1998年3月） | 小堺&ルーの極上!とびっきリスト （19:00 - 19:54） |